# Prix Whitley
Le prix Whitley (Whitley Awards) est un prix annuel décerné par le fond Whitley pour la nature (Whitley Fund for Nature) qui récompense des personnalités du monde entier pour leur activité de conservation régionale et nationale. 
Le prix a été créé par Edward Whitley en 1994. Les lauréats reçoivent 35 000 £ et la cérémonie, parfois appelée oscar vert, a lieu à Londres au siège de la Royal Geographical Society en présence de la directrice et de la princesse royale.

## Quelques lauréats
- 1994 : Amanda Vincent[2]
- 2004 : 
  - Randall Arauz
  - Ka Hsaw Wa
- 2005 : 
  - Zena Tooze
  - Romulus Whitaker
- 2006 : Alexander Arbachakov
- 2007 : Sandra Bessudo
- 2008 : Cagan Sekercioglu (2008 et 2013) : Only two time Whitley Gold Award Winner
- 2009 : 
  - Gladys Kalema-Zikusoka
  - Mysore Doreswamy Madhusudan
- 2013 : Aparajita Datta (2013)
- 2014 : Ashwika Kapur
- 2015 : Dr Pramod Patil et Dr Ananda Kumar
- 2017 : Sanjay Gubbi (Inde)
- 2017 : Indira Lacerna-Widmann (Philippines)
- 2017 : Purnima Devi Barman[3]
- 2018 : Dominique Bikaba (République démocratique du Congo)
- 2018 : Munir Virani (Kenya)
- 2018 : Kerstin Forsberg (Pérou)
- 2018 : Shahriar Caesar Rahman (Bangladesh)
- 2018 : Anjali Watson (Sri Lanka)
- 2018 : Olivier Nsengimana (Rwanda)
- 2018 : Pablo Borboroglu (Argentine)
- 2019 : Vatosoa Rakotondrazafy (Madagascar)
- 2019 : José Sarasola (Argentine)
- 2019 : Caleb Ofori-Boateng (Ghana)
- 2019 : Nikolai Petkov (Bulgarie)
- 2019 : Ilena Zanella (Costa Rica)
- 2019 : Wendi Tamariska (Indonésie)
- 2019 : Jon Paul Rodríguez (Venezuela)
- 2020 : Gabriela Rezende (Brésil)
- 2020 : Phuntsho Thinley (Bhoutan)
- 2020 : Jeanne Tarrant (Afrique du Sud)
- 2020 : Abdullahi Hussein Ali[4] (Kenya)
- 2020 : Rachel Ashegbofe Ikemeh (Nigeria)
- 2020 : Yokyok "Yoki” Hadiprakarsa (Bornéo, Indonésie)
- 2020 : Patrícia Medici (Brésil)
- 2021 : Lucy Kemp (Afrique du Sud)
- 2021 : Pedro Fruet (Brésil)
- 2021 : Nuklu Phom (Inde)
- 2021 : Kini Roesler (Argentine)
- 2021 : Iroro Tanshi
- 2021 : Sammy Safari (Kenya)
- 2021 : Paula Kahumbu (Kenya)